# Salvatore Boemi
(Salvatore Boemi, dinanzi alla commissione parlamentare antimafia XIII Legislatura)
Salvatore Boemi (Reggio Calabria, 2 marzo 1943) è un ex magistrato italiano.

## Biografia
È nato a Reggio Calabria il 2 marzo 1943 ed è entrato in magistratura il 15 gennaio 1970. 
Ha avuto una figlia, Alessandra Boemi, nata il 1º gennaio 1977 a Reggio Calabria, con Maria Critelli Boemi, sua moglie.
Ha svolto le funzioni di Sostituto Procuratore presso la Procura della Repubblica di Palmi dirigendo l'ufficio dal febbraio 1979 al settembre 1980.
Dal 1985 al 1988 nominato Presidente di Sezione presso il Tribunale di Palmi, ha diretto contemporaneamente la Sezione Penale e la Corte di Assise. 
Trasferito con le stesse funzioni presso il Tribunale di Reggio Calabria ha diretto la Corte di Assise, la Sezione Misure di Prevenzione e il Tribunale del riesame fino all'estate del 1993.
Da magistrato giudicante, ha celebrato e definito i principali maxiprocessi contro la 'Ndrangheta degli anni ottanta sottoponendo a sequestro e confisca numerosi patrimoni appartenenti alle principali cosche presenti in provincia di Reggio Calabria.
Rientrato nel settore requirente e nominato Procuratore aggiunto della Repubblica presso la Procura di Reggio Calabria, dal 1993 al 2001 ha diretto e coordinato la Direzione Distrettuale Antimafia ottenendo condanne esemplari per capi e affiliati di sessantaquattro cosche malavitose e operanti nella provincia reggina.
Dal 2001 al 2005 ha svolto le funzioni di Procuratore della Repubblica presso il Tribunale di Locri e poi Procuratore dei Minorenni a Reggio Calabria.
Delegato nuovamente al coordinamento della Direzione Distrettuale Antimafia nel febbraio del 2007 ha avuto modo di dirigere le indagini riguardanti la strage di Duisburg.
A marzo 2009 su proposta del presidente della Regione Calabria Agazio Loiero e con voto unanime della Giunta, è stato nominato Commissario con funzioni di Direttore Generale, dell'Autorità Regionale - Stazione Unica Appaltante (SUA), organismo che opera con piena indipendenza funzionale, di giudizio e valutazione, nonché in regime di autonomia organizzativa e contabile, al fine di assicurare la correttezza, la trasparenza e l'efficienza della gestione dei contatti pubblici di lavori, servizi e forniture della Regione Calabria, dagli Enti, Aziende e organismi da essa dipendenti vigilati o essa collegati nonché alle società miste ma maggioranza regionale e degli enti del servizio sanitario regionale. 
Boemi aveva chiesto al Consiglio Superiore della Magistratura la sospensione dal servizio, in modo da poter dirigere la SUA per il tempo necessario e poi rientrare in servizio in Procura, ma il plenum del Consiglio Superiore della Magistratura non ha approvato la richiesta, costringendo di fatto il magistrato ad anticipare il pensionamento. L'incarico alla SUA viene mantenuto fino al gennaio 2013.
Nell'agosto 2009, è stato poi nominato membro del “Comitato per la legalità e la trasparenza delle procedure regionali", istituto con un decreto dal presidente Roberto Formigoni, con lo scopo di dare un supporto alla Regione Lombardia per garantire la massima legalità e trasparenza nelle procedure di appalto.

### Attività politica
Alle elezioni amministrative del 6 e 7 maggio 2012 viene candidato Sindaco di Palmi in una coalizione di centrosinistra: al primo turno delle elezioni ottiene il secondo posto con il 22,7% dei voti contro il 49,8% ottenuto dal candidato di centrodestra Giovanni Barone, che quindi affronta al ballottaggio del 20 e 21 maggio 2012. Al ballottaggio perde la sfida elettorale con il 35,7% dei voti mentre Barone ottiene il 64,2% ma viene proclamato consigliere comunale d'opposizione in quanto candidato Sindaco non eletto.